# Alexander 1. Balas af Seleukideriget
Alexander 1. Balas (? – 145 f.Kr.) var konge af Seleukideriget 152 f.Kr. til 145 f.Kr.
Alexander Balas var en påstået søn af kong Antiochos 4. Epifanes og dronning Laodike 4. Han efterlod sig sønnen Antiochos 6. Dionysos og var muligvis også fader til Alexander Zabinas